# In der Strafkolonie

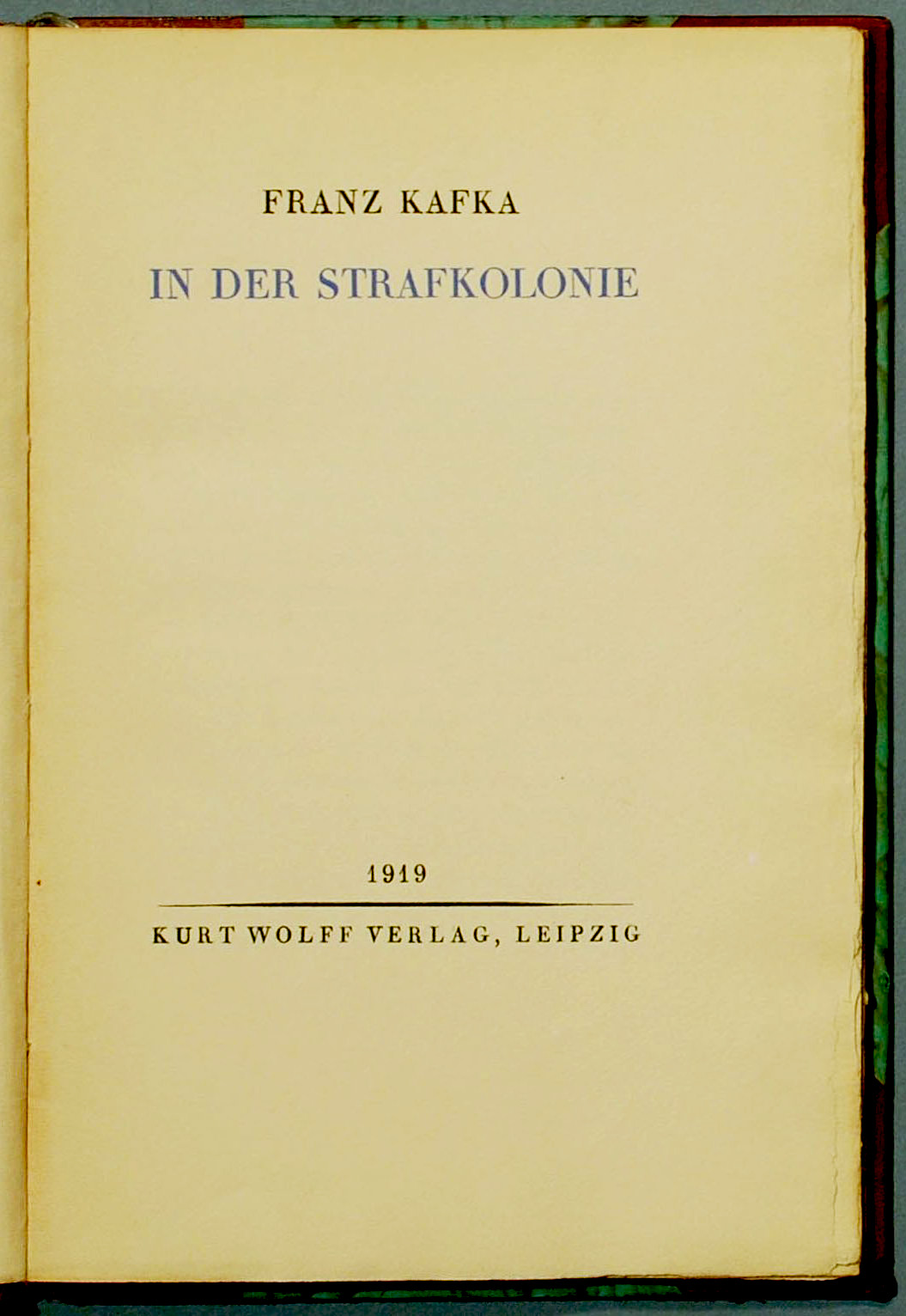
Titelblatt des Erstdrucks

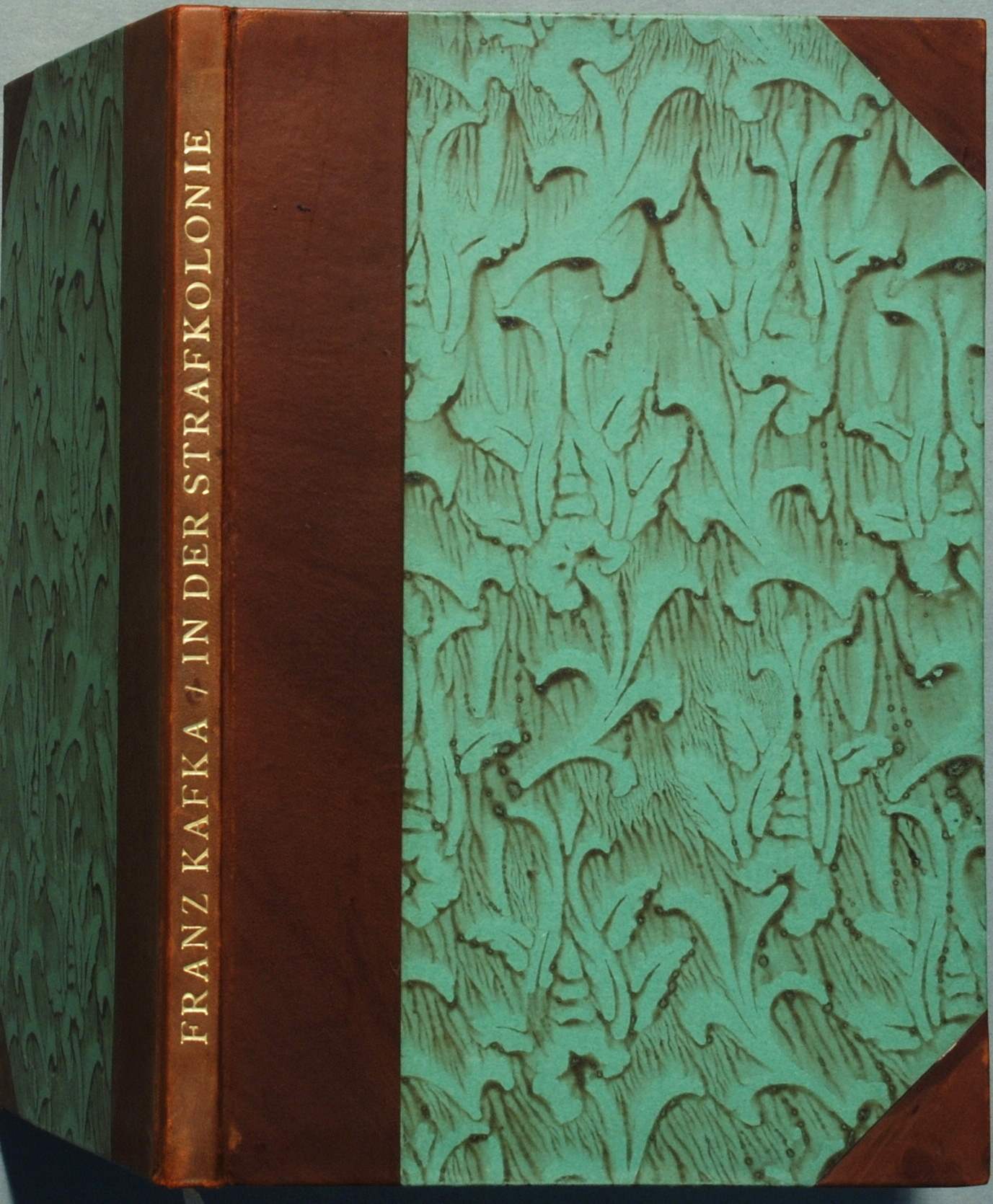
Verlagseinband der Erstausgabe 1919

In der Strafkolonie ist eine Erzählung von Franz Kafka, die im Oktober 1914 entstand und 1919 veröffentlicht wurde. Einem Forschungsreisenden wird das Rechtssystem einer Strafkolonie vorgeführt. Es besteht darin, dass jeder Angeklagte nach Festlegung des Urteils, das nicht angezweifelt werden kann, von einem Apparat in minutiösem Ablauf stundenlang gefoltert und dann getötet wird. Was er zu beherzigen habe, wird ihm in den Leib eingeschrieben. Der bei einer Vorführung anwesende Forschungsreisende verlässt nach dem unerwarteten Ausgang der Exekution umgehend die Insel.

## Entstehungsgeschichte
Die Erzählung entstand im Oktober 1914 während eines Arbeitsurlaubs, als Kafka eigentlich an dem Roman Der Process arbeiten wollte. Im November 1916 las sie Kafka in München im Rahmen einer literarischen Vortragsreihe vor kleinem Publikum, auch Rainer Maria Rilke war anwesend. Der Legende nach fielen angesichts der vorgetragenen Grausamkeiten mehrere Zuhörerinnen in Ohnmacht. Die Resonanz war allgemein negativ. Ein Zeitungskritiker nannte Kafka einen Lüstling des Entsetzens.
Kafka plante ursprünglich eine Veröffentlichung der Strafkolonie zusammen mit dem Urteil und  der Verwandlung unter dem Titel Strafen. Sein Verlag hielt jedoch eine solche Thematik für unverkäuflich. Durch verschiedene Verzögerungen aufgrund der Skepsis seines Verlages erfolgte die Veröffentlichung als Einzelerzählung bei dem Verleger Kurt Wolff erst 1919. In einem Brief vom 11. Oktober 1918 schrieb Kurt Wolff an Kafka „[…] diese Dichtung, die ich ganz außerordentlich liebe, wenn sich meine Liebe auch mit einem gewissen Grauen und Entsetzen über die schreckhafte Intensität des furchtbaren Stoffes mischt […]“
Auch der junge Journalist Kurt Tucholsky war sehr berührt von der Erzählung und schrieb dazu: „Seit dem Michael Kohlhaas ist keine deutsche Novelle geschrieben worden, die mit bewusster Kraft jede innere Anteilnahme anscheinend unterdrückt und doch so durchblutet ist von ihrem Autor.“

## Handlung

### Die Justiz der Strafkolonie
Ein hoch angesehener Forschungsreisender besucht eine abgelegene Insel, die eine Strafkolonie eines nicht näher genannten mächtigen Landes ist. Er wird eingeladen, an einer öffentlichen Exekution teilzunehmen. Diese wird durch einen seltsamen Apparat vorgenommen, der von dem verstorbenen Kommandanten der Insel entwickelt wurde. Die Maschine, deren Bedienung von einem Offizier übernommen wird, der offenbar eine richterliche Funktion ausübt, besteht aus einer kompliziert gesteuerten Apparatur. Ihr Zweck ist es, dem Verurteilten das übertretene Gebot in einer langen und blutigen Prozedur immer tiefer in den Körper zu ritzen, was schließlich zu seinem Tode führt.
Der Offizier, der den Reisenden herumführt und ihm das System erklärt, war früher der Gerichtspräsident und zugleich der Vollstrecker der Strafe, die in dieser Form von dem „Alten Kommandanten“ eingeführt worden ist. Er möchte die Art der Strafe beibehalten, nicht zuletzt, weil sie in aller Öffentlichkeit den Vollzug der Gerechtigkeit zeigt. 

„Dieses Verfahren und diese Hinrichtung, die Sie jetzt zu bewundern Gelegenheit haben, hat gegenwärtig in unserer Kolonie keinen offenen Anhänger mehr. ………….Wie war die Exekution anders in früherer Zeit! Schon einen Tag vor der Hinrichtung war das ganze Tal von Menschen überfüllt; alle kamen nur um zu sehen; früh am Morgen erschien der Kommandant mit seinen Damen; Fanfaren weckten den ganzen Lagerplatz; ……… Vor hunderten Augen – alle Zuschauer standen auf den Fussspitzen bis dort zu den Anhöhen – wurde der Verurteilte vom Kommandanten selbst unter die Egge gelegt. Was heute ein gemeiner Soldat tun darf, war damals meine, des Gerichtspräsidenten, Arbeit und ehrte mich. …….. Manche sahen nun gar nicht mehr zu, sondern lagen mit geschlossenen Augen im Sand; alle wussten: Jetzt geschieht Gerechtigkeit.“

Seit dem Tode des alten Kommandanten hat diese Bestrafungsform aber immer mehr Gegner gefunden. Zu ihnen kann man auch den neuen Kommandanten zählen, der offenbar vor allem an der öffentlichen Exekution Kritik übt. Er hofft wohl auf kritische Äußerungen des Reisenden, eines Experten auf dem Gebiet des Strafvollzugs, um dieser technisierten und gleichzeitig archaischen Bestrafungsmethode ein Ende zu bereiten. Es ist eine Methode, die dem Angeklagten nicht einmal vor der Vollstreckung das Urteil verkündet, geschweige denn eine Möglichkeit zur Verteidigung lässt. Erst während der zwölfstündigen Qualen, die der Verurteilte auf sich nehmen muss, erkennt er angeblich an dem Schriftzug, der von der höllisch kreischenden Maschine immer wieder und immer tiefer in seinen Körper eingeritzt wird, dessen Bedeutung.
Bei der anstehenden Exekution soll einem einfachen, etwas einfältigen Soldaten, der als Diener eingeteilt und seinem Herrn gegenüber angeblich ungehorsam war, der Schriftzug „Ehre deinen Vorgesetzten“ eingeritzt werden. Ein anderer Soldat ist ihm zur Bewachung zur Seite gestellt. Zwischen beiden entsteht eine Art Kumpanei, die zu skurrilen Momenten führt.

### Die indifferente Rolle des Reisenden
Nachdem dem Reisenden in aller Ausführlichkeit Aufbau und Funktion des Gerätes erklärt wurden und der nackte Verurteilte bereits für die Exekution auf die Maschine geschnallt ist, wendet sich der Offizier, noch bevor er die Apparatur in Gang setzt, an den Reisenden und bittet ihn, sich später dem neuen Kommandanten gegenüber positiv zu der Bestrafungsmaschine zu äußern. Dies lehnt der Reisende zwar ab, versichert aber dem Offizier, der gehofft hatte, so den Fortbestand der Maschine sichern zu können, dass er sich öffentlich auch nicht negativ über diese Maschine äußern werde. Er wolle seine Abneigung gegen diesen Apparat dem Kommandanten nur unter vier Augen mitteilen. Er missbillige zwar die Inhumanität des ganzen Vorgangs, sei aber als Bürger eines anderen Landes nicht befugt, darüber zu urteilen.

### Die Exekution des Offiziers
Als der Offizier merkt, dass er seinen Besucher nicht überzeugen kann, lässt er den verdutzten Verurteilten aus der Maschine befreien und seine bereits weggeworfenen Kleidungsstücke wieder anlegen. Statt seiner zieht sich nun der Offizier aus und legt sich nackt auf das Gerät, dessen Räderwerk er so umstellt, dass es ihm die Worte „Sei gerecht“ in den Rücken ritzen kann. Nachdem ihn die beiden Soldaten ordnungsgemäß festgezurrt haben, setzt sich die Maschine plötzlich von selbst in Gang, arbeitet jedoch ganz anders als vorgesehen. Nicht kreischend, sondern völlig lautlos, ohne das geringste Surren startet der Mechanismus und wird immer schneller. Die Zahnräder heben sich aus den Schaltkästen und der gesamte Apparat scheint auseinanderspringen und in Trümmer gehen zu wollen. Auch die Nadeln der sogenannten Egge schreiben nicht, wie sie sollen, sondern stechen nur tief und tiefer in den von Blut triefenden Körper: „[…] das war ja keine Folter, wie sie der Offizier erreichen wollte, das war unmittelbarer Mord.“ So dauert es statt vieler Stunden nur wenige Minuten, bis das Opfer exekutiert ist und, mit einem langen eisernen Stachel in der Stirn, über der Abfallgrube hängt. Sein totes Gesicht zeigt kein Zeichen der Erlösung, wie zuvor von ihm selbst begeistert beschrieben, sondern blickt den Forschungsreisenden lediglich „ruhig und überzeugt“ mit offenen Augen an.
Nach diesem makabren Spektakel der Selbstzerstörung von Mensch und Maschine besucht der Reisende, begleitet von den beiden Soldaten, noch das Grab des alten Kommandanten, bevor er anschließend überstürzt abreist. Dabei verhindert er erfolgreich, dass die beiden Soldaten ihm folgen und die Insel ebenfalls verlassen.

### Schlussfragmente
Es existieren drei fragmentarische Schriften vom August 1917, in denen Kafka neue Schlussvarianten ausprobiert. Diese bezeichnen den Reisenden als psychisch und physisch sehr erschöpft, einmal scheint er fast den Verstand zu verlieren. Plötzlich taucht auch – ähnlich einer Geistererscheinung – der hingerichtete Offizier mit dem aus der geborstenen Stirn hervorragenden Stachel noch einmal auf.

## Form
Die Erzählung lässt sich in drei Abschnitte gliedern:
- Demonstration der Exekutionsmaschine
- das missglückte Selbstopfer des Offiziers
- der Reisende verlässt die Insel

Im ersten Abschnitt beschreibt der Offizier die schockierende Tötungsmaschinerie sehr detailgenau, in selbstverständlichem Tonfall, so als handele es sich um die Gebrauchsanweisung eines Staubsaugers. Dramatisierender und entsprechend als Ausrufe und Fragen gekennzeichnet, ist dagegen der Appell des Offiziers an den Reisenden, von dem er sich Hilfe bei der Erfüllung seiner Hoffnungen verspricht.
Im zweiten Abschnitt wird der Kollaps der Maschine erzählerisch unspektakulär in kurzen unaufgeregten Sätzen abgehandelt; ein ruhiges Ausklingen, wie es eigentlich erst in einer Schlusspartie zu erwarten wäre.
Auch der dritte Abschnitt bleibt lakonisch. Ähnlich wie der Reisende das Geschehen schnell hinter sich lassen will, strebt die Geschichte ohne sprachliche Umwege und Schnörkel dem Ende entgegen.
Die Perspektivfigur, die dem Leser eine Innenansicht gewährt, ist der Reisende. Er ist aber nicht der eigentlich Betroffene beziehungsweise das Opfer. Der Offizier, der sich sehr engagiert, ja pathetisch äußert, gibt andererseits nichts von seiner tatsächlichen, augenblicklichen inneren Gefühlswelt preis. So ergibt sich eine anonyme Erzählperspektive, die keine Identifizierung mit einer der Personen zulässt.

## Textanalyse

### Das System und der Apparat
Den Apparat beschreibt Kafka als überdimensionalen Parlographen in der Funktionsweise eines Phonographen mit vibrierender Metallplatte und Nadel. Dieser Apparat ist der Hauptgegenstand der Erzählung, er repräsentiert die „Einheit von Schrift und Tod, von Ekstase und Thanatos“.
Das geschilderte Strafverfahren verletzt in mehrfacher Hinsicht die Grundsätze der modernen Zivilisation, da es dem Gedanken der Gewaltenteilung widerspricht. Das geschriebene Gesetz sind die Zeichnungen mit verschlungenen, bezeichnenderweise für den Reisenden nicht lesbaren Buchstaben und Ornamenten, die den Tötungsapparat steuern und so das Urteil vollstrecken. Der Offizier ist Richter und als Bediener des Apparates Vollstrecker gleichzeitig. Der Verurteilte weiß nichts von seiner Anklage und dem Urteil. Eine Verteidigung gibt es nicht, da die Schuld „immer zweifellos“ ist.
Das Schicksal des Angeklagten steht nicht im Vordergrund. Bereits der erste Satz der Erzählung macht deutlich, dass nicht der Mensch, sondern „ein eigentümlicher Apparat“ das Zentrum der Aufmerksamkeit bildet. Der Folter- und Tötungsapparat ist eine mechanisch-elektrische Maschine, die durch Zeichenblätter (ähnlich Lochkarten) in ihren Arbeitstakten gesteuert wird. Sie entfaltet nicht nur gegenüber dem Offizier, sondern auch zunehmend gegenüber dem Reisenden, der ja dieses System der Strafverfolgung eigentlich verabscheut, ihre Faszination. In ihr verbinden sich technische Präzision mit der Hoffnung auf tiefere Unrechtserkenntnis. Aber beide Momente scheitern: der Apparat kollabiert; der Offizier erkennt offensichtlich gar nichts im Moment des Todes.
Das öffentliche Fest der Martern, wie es Michel Foucault in seinem Buch Überwachen und Strafen beschreibt, enthält Anklänge an das Strafverfahren in der Kolonie. Nicht nur das Bild eines Alleinherrschers, der alle Macht in sich vereinigt und gleichzeitig Richter und Henker ist, auch das Fehlen einer Verteidigungsmöglichkeit, eines Beweisverfahrens und eines Urteilsspruchs sowie die Marter, die auf den Körper gerichtete Strafe, lassen sich auf Foucaults Fest der Martern hin ausdeuten. Foucaults Beschreibung einer Strafpraxis, die in Europa vom Mittelalter bis in die Mitte des 19. Jahrhunderts verbreitet war und bei der die Zurschaustellung des gemarterten Körpers des Verurteilten im Mittelpunkt steht, entspricht den Worten des Offiziers, als dieser rückblickend an die Zeiten des alten Kommandanten erinnert, in denen die Hinrichtungen noch vor Publikum stattfanden.
Der Apparat ist auch ein Ausdruck einer Rationalisierung: Die Anklage, die Folter, welche den Verurteilten in der vormodernen Rechtsprechung zum Geständnis seiner Schuld bringen soll, und die anschließende Exekution fallen zusammen.

### Der Reisende
Der Reisende, dem eine Richterfunktion über das Straf- und Vollzugswesen der Insel zugebilligt wird, ist eine kühl zweifelnde Forschernatur, aber er gibt sich ambivalent in der Strafkolonie und erliegt auf Dauer doch fast der grausigen Anziehung der Maschine und auch des alten Kommandanten, dessen universellen technischen Fähigkeiten er Respekt entgegenzubringen scheint. An dessen Grab „fühlte er die Macht der früheren Zeiten“. Natürlich ist er gegen Folter und das sie zulassende Rechtssystem, aber es ist eine Ablehnung aus formalen Gründen. Die Rechtsordnung der Insel genügt nicht den Kriterien seiner europäischen Rechtsvorstellungen. Der Reisende scheint nicht menschlich berührt oder wirklich angewidert von der Grausamkeit des Bestrafungs- und Tötungsvorganges.
Am ehesten ist er beeindruckt davon, wie der Offizier im völligen Glauben an die Sache das Urteil der Maschine an sich selbst vollziehen lässt („der Reisende hätte an seiner Stelle nicht anders gehandelt“). Es ist also diese in sich geschlossene Prinzipientreue, die anerkannt, ja bewundert wird.
Im Vergleich zum Offizier ist er wortkarg. Das Unrecht ist himmelschreiend, aber er will seine Ablehnung nicht laut verkünden, sondern dem neuen Kommandanten gegenüber nur unter vier Augen darlegen.
Der Reisende ist kein Tatmensch, sondern ein Intellektueller. Er will sich nicht mit den zwei einfachen Männern, dem Verurteilten und dem Soldaten, gemein machen, will sozusagen nicht mit ihnen in einem Boot sitzen. So verscheucht er sie am Ende von seinem Boot und verurteilt sie, weiter auf der Insel zu bleiben.

### Der Offizier
Im Gegensatz zum Reisenden ist der Offizier, der sich selbst einmal als Gerichtspräsidenten bezeichnet, voller pervertierter Begeisterung für die Foltermaschine, deren Erfinder und Erbauer, den alten Kommandanten, er bedingungslos verehrt. Er hat sogar schon mehrmals versucht, dessen unwürdig begrabenen Leichnam zu exhumieren. Die Steuerungszeichnungen für den Apparat trägt er stets in seiner Brusttasche, so sehr liegen sie ihm gleichsam am Herzen.
Auffallend ist, wie oft er in eher unsoldatischer Art körperlichen Kontakt zum Reisenden aufnimmt. Er erfasst dessen Hände, hängt sich in seinen Arm, umarmt ihn sogar. Mit eindringlichen Worten möchte er seine Begeisterung auf den Reisenden übertragen und ihn beschwören, sich ebenfalls für den Erhalt des Apparates einzusetzen. Der Reisende aber verweigert ihm die erhoffte Zustimmung mit einem lakonischen „Nein“, zeigt aber dann doch ein gewisses Mitgefühl: „Ihre ehrliche Überzeugung geht mir nahe, wenn sie mich auch nicht beirren kann.“ Seine Reaktion führt letztlich zum Wendepunkt der Geschichte. Der Offizier, der wirklich glaubt, der Apparat sei ein Instrument der Gerechtigkeit, unterzieht sich, ohne zu zögern, selbst der grausamen Prozedur, die vorher für den Verurteilten bestimmt war.
Der Offizier, dessen Bittstellerhaltung und Opferbereitschaft fast menschlicher scheinen als die passive und emotionslose Distanz des neutralen Reisenden, wird völlig bestimmt von seiner fatalen Faszination, die der Apparat und sein Schöpfer auf ihn ausüben – was seine positiven Eigenschaften von vornherein ad absurdum führt. Dennoch verraten seine Konsequenz und sein Tod eine gewisse tragische Würde.

### Der neue und der alte Kommandant
Beide Kommandanten treten in der Geschichte nicht persönlich auf, sondern werden nur in der Beschreibung des Offiziers erwähnt. Während dieser für den alten Kommandanten ein vertrauter, enger Mitarbeiter war, ist der neue für ihn kaum erreichbar. Letzterer befürwortet die alte Rechtspraxis zwar nicht, stellt sich aber auch nicht entschieden dagegen. Er vermittelt ein absolut unsoldatisches Bild, vor allem charakterisiert durch die ihn umgebenden Damen, die, ähnlich einem Rudel Rassehunde, wie bloße Accessoires des Kommandanten wirken und die Szene auf verspielt-weibliche Art beherrschen. Auch aus dieser Gruppe kommt kein Protest oder auch nur Betroffenheit über die grausamen Folterpraktiken.
Der alte Kommandant war eine fesselnde Persönlichkeit. Er zog nicht nur den Offizier, sondern auch viele andere in seinen Bann. Über seinem Wirken und seinem Tod liegt ein finsteres Geheimnis, da der Geistliche seine Beerdigung auf geweihtem Boden nicht zugelassen hat. An seiner Grabstätte im Teehaus gewinnt auch der Reisende den Eindruck einer historischen Erinnerung. Da sein Grabstein von Wiederauferstehung spricht, wird ihm offenbar eine religiöse Bedeutung beigemessen. Seine Anhänger sind eine Geheimbruderschaft, die darauf wartet, dass ihr Kommandant einst wiederkehren und ihnen zur alten Macht verhelfen wird.

## Interpretation
Es gibt – wie meist bei Kafka – viele verschiedene, aber keine abschließend befriedigende Deutung für die Erzählung. Nach weltlicher Lesart erscheint die Erzählung als Gleichnis einer fanatischen Ideologie und eines diktatorischen Machtapparates, die den Menschen zum Maschinenfutter degradieren. In einem solchen totalitären System sind Legislative, Exekutive und Judikative offenbar identisch und finden sich in der Person des Offiziers der Strafkolonie vereint. Es gibt keine Anklage und folglich auch keine Verteidigung, und das Merkmal der Unrechtsprechung ist die Willkür.
Nach metaphysischer Lesart hat die Erzählung einerseits mit atavistischen Blutreligionen zu tun, denn sie stellt den öffentlichen rituellen Vollzug eines im Grunde willkürlich bestimmten Menschenopfers dar, das der Satisfaktion einer unmenschlichen Götterwelt zu dienen scheint.
Andererseits spiegelt die Strafkolonie auch zivilisatorische Religionsvorstellungen, denn das Opfer soll ja durch den Schmerz zu einer erlösenden und verklärenden Einsicht in die Wahrheit seiner Schuld und den Sinn seines Leidens gelangen. Seine Schuld wäre demnach, wie die Erbsünde, eine mit dem Dasein selbst gesetzte Schuld und ist daher „immer zweifellos“. Jedes individuelle Vergehen wäre die konkrete Manifestation einer allgemeinen existentiellen Schuldhaftigkeit. Und selbst wenn der Beschuldigte das ihm angelastete Vergehen nicht begangen hätte, wäre er in diesem Menschenverständnis jederzeit dazu fähig, es zu begehen.
Ein anderer Ansatz geht davon aus, dass der Text als Gleichnis aufzufassen und die Maschine ein Symbol für das menschliche Schicksal sei. Daher kennt der Mensch vor der „Vollstreckung“ das Urteil nicht und kann sich auch nicht verteidigen.
Unabhängig von einzelnen Deutungen, bleibt die Behauptung „Die Schuld ist immer zweifellos“ eine zentrale Aussage, die auf verschiedene Aspekte der Erzählung verweist. Es mag sein, dass Kafka hier seine eigene Erfahrung des Schreibens als Annäherung an ein Absolutes, das nur durch den Tod erreichbar scheint, mitverarbeitet hat.

### Deutung als „prophetische Vision“
Im Mittelpunkt der surrealen Erzählung steht ein völlig deformiertes Justizwesen, das Kafka in einem sachlichen Stil, der mit dem eines Reiseberichtes zu vergleichen ist, detailliert und ohne jegliche Gefühlsregung beschreibt.
Zusätzliches Unbehagen beim Lesen dieser Erzählung erzeugt die Tatsache, dass im Text eine Identifikationsfigur völlig fehlt. Der Leser findet sich in einer Situation zwischen teilweise grotesk bis tragisch anmutenden Figuren wieder. Mit keiner von ihnen wird er sich identifizieren wollen.
Die handelnden Personen der Geschichte führen vor, wie unter ihren Augen ein Horrorszenario ablaufen kann, ohne dass sich irgendjemand dagegen wehrt.
Der Reisende und der Offizier stehen für zwei menschliche Grundmuster, die ein totalitäres System ermöglichen. Beider Verhalten ermöglicht es diesem System, sich aufrechtzuerhalten. Der eine ist der kühle Technokrat, der die Gräuel des Systems zwar erkennt, aber als zögernder Kopfmensch nicht verhindert. Der andere ist in seinem Perfektionszwang und seiner Begeisterung unfähig, die Grausamkeit zu erkennen, ist als Täter auch ein verführtes Opfer und wird in eigener Entscheidung auch real zum Opfer. Er stellt eine Karriere als Protagonist des Bösen dar, die sich, wie die gesamte Erzählung, für eine tiefenpsychologische Deutung anbietet. Die Anziehung, die von der Apparatur der Gewalt ausgeht, scheint magisch und unüberwindlich; das ist die peinliche – und peinigende – Botschaft der Geschichte.

### Kafkas Verhältnis zum Krieg
Die verstörende Erzählung, die von vielen als „prophetische Vision der unvorstellbaren Grausamkeiten“ angesehen wird, die mit dem Beginn der totalitären Barbarei im 20. Jahrhundert von Menschen an Menschen verübt wurden, verfasste Kafka etwa zwei Monate nach Beginn des Ersten Weltkriegs, als die späteren Kriegsgräuel noch unbekannt waren. Der Verleger Kurt Wolff zögerte mit der Veröffentlichung. Er fürchtete, man könne darin eine negative Allegorie des Krieges sehen.
Kafkas Haltung zum Krieg ist von Widersprüchen geprägt. In einer lakonischen Notiz vom 2. August 1914 schreibt er: „Deutschland hat Rußland den Krieg erklärt – Nachmittag Schwimmschule.“ Er spricht z. B. vom „Hass gegen die Kämpfenden“, denen er mit Leidenschaft alles Böse wünsche, und beschreibt die patriotischen Umzüge, die auch in Prag abgehalten wurden, als „widerlichste Begleiterscheinungen des Krieges“. Andererseits bemühte er sich beizeiten um Aufnahme ins Militär, um nach Beginn des Weltkriegs an die Front zu kommen, wie er in Briefen an Felice Bauer ausführlich schreibt.

### Rechtliche Deutungen
Die Novelle schildert den Konflikt zwischen zwei Auffassungen von Gerechtigkeit. Das alte System hat zahllose Mängel, so vor allem, dass das Urteil nicht das Ergebnis eines geordneten Verfahrens ist, es kein Rechtsmittel gibt und das Ergebnis immer die Todesstrafe ist. Eine vergleichbare Kritik findet sich in anderen Texten Kafkas, so vor allem im Process. Seine Rechtfertigung findet es in den Augen des Offiziers jedoch, weil es in der Vollstreckung des Urteils die Möglichkeit eröffnet, den Täter den Text des Gesetzes dadurch zu lehren, dass es ihm in aller Öffentlichkeit auf den Leib geschrieben wird („alle wussten: Jetzt geschieht Gerechtigkeit.“) Der neue Kommandant will diese Grausamkeit beseitigen, scheint aber unfähig, das System insgesamt zu ändern. Ihm gelingt nur, zu verhindern, dass die Öffentlichkeit an der Exekution teilnimmt. Diese Verschiebung ins Geheime kritisiert der Offizier. Als er den Reisenden nicht überreden kann, seiner Meinung zuzustimmen, zeigt er ihm mit seinem Selbstmord, dass Gerechtigkeit überhaupt nicht möglich ist: Er programmiert die Maschine nicht mit einem Gesetzestext, der ihm auf den Leib tätowiert werden soll, sondern mit der Forderung „Sei gerecht“. Die Maschine kann diesen Befehl nicht umsetzen und zerstört den Offizier wie auch sich selbst.

### Biografische Deutung
Die Entstehung der Erzählung folgt einem häufig bei Kafka auftretenden Muster. Er scheitert bei dem Versuch, einen seiner drei Romane zu beenden – hier den Process, erschafft stattdessen aber gleichzeitig eine meisterhafte Erzählung.

#### Bezüge zu anderen Kafka-Werken
Ein enger Zusammenhang besteht mit den Schuld- und Strafphantasien des Romans Der Process. Allerdings geht die im wörtlichen Sinne körperliche Wirkung dort noch nicht derart unter die Haut. In dieser Hinsicht ist die Strafkolonie eher vergleichbar mit der Verwandlung, wo Gregor Samsa durch den in seinem Panzer steckenden Apfel, den der Vater nach ihm geworfen hat, eine ihn selbst und den Leser peinigende und schließlich tödliche Wunde erhält. Auch die in allen Ausprägungen fast lustvoll beschriebene handtellergroße Wunde des jungen Patienten in Ein Landarzt gehört in dieses Umfeld.

#### Bezüge zur Realität
Die vorliegende Geschichte entstand zeitgleich zum Ersten Weltkrieg, erinnert aber auch an mittelalterliche Folterszenen. Aus seinem Arbeitsleben als Betriebsunfallexperte wusste Kafka sehr genau, wie Maschinen den Körper von Menschen zurichten können. Auch zum Arbeitsleben seiner Verlobten Felice Bauer gibt es einen Bezug, denn der Apparat, der Metall in Fleisch eingräbt, erinnert an frühe Formen des Phonographen, der z. T. in Wachs schreibt. Felice war als Prokuristin ihrer Firma Lindström AG zuständig für den Verkauf von Parlographen (Diktiergeräten), einer elektroakustischen Weiterentwicklung des Phonographen.
Robert Heindl, ein Bekannter von Hans Gross, dessen Student Kafka an der Karl-Ferdinands-Universität zu Prag war, hat im Auftrag des Deutschen Reichs Strafkolonien in der Südsee besichtigt. Im Buch Meine Reise nach den Strafkolonien beschreibt Heindl, wie ein Hinrichtungsgehilfe in einer Strafkolonie eine Hinrichtungsmaschine entworfen hat. Diese Zusammenhänge legen die Vermutung nahe, dass Kafka den Reisebericht von Heindl in der Strafkolonie verarbeitet hat.

#### Sadomasochistische Anklänge
Hier geht es aber nicht nur um ein öffentliches Thema, das Menschenrechte und deren Missachtung zum Inhalt hat.
Kafkas Strafkolonie kommentiert nicht nur politische Ereignisse (wie die Missachtung der Menschenrechte), sondern spiegelt – obwohl der übliche Vater-Sohn-Konflikt oder die Künstler-Problematik hier fehlen – auch wieder ein Kafka persönlich stark bewegendes Thema. Er war nämlich von Octave Mirbeaus (früh verbotenem) Roman Der Garten der Qualen („Le Jardin des supplices“) mit seinen sadomasochistischen Folterszenen und von Reiseberichten über eine Erkundungsfahrt deutscher Kolonialbeamter in den Pazifik, aber auch von Schriften seines Doktorvaters Alfred Weber aus dem Rechtsstudium beeinflusst. An Milena Jesenská schreibt er im November 1920: „ich beschäftige mich mit nichts anderem als mit Gefoltert-werden und Foltern“ und an die Freundin Grete Bloch am 18. November 1913: „Die Lust, Schmerzliches möglichst zu verstärken, haben Sie nicht?“ Heinz Politzer bezeichnet Kafka als „Mystiker des Masochismus“.
Kurt Tucholsky hat diesen Aspekt als Rezensent berücksichtigt und in Kafkas Text eine Darstellung von schrankenloser Herrschaft gesehen, die Sexualität und Zurschaustellung von Macht miteinander verbindet.

#### Schreiben als Qual
Den selbstquälerischen Aspekt dokumentieren auch Kafkas Tagebuchaufzeichnungen. Er leidet, wenn er nicht schreiben kann. Er leidet aber auch, wenn er schreibt, weil er mit dem Resultat meist unzufrieden ist. Das Schreiben ist ein quälender Zwang und eine tiefe, allerdings seltene Befriedigung zugleich. Indem Kafka in der Strafkolonie den menschlichen Leib selbst zum Schreibmaterial macht, hat er dem künstlerischen Schreibprozess ein makabres Denkmal gesetzt.

### Religiöse Deutungsansätze
Die Selbstaufopferung des Offiziers, die gleichzeitig die Strafkolonie von der grausamen Exekutionsmaschine befreit, erinnert an den Opfertod Christi. In diesem Sinn ließe sich sein Leiden, mit Anklängen an das christliche Martyrium, als selbstgewählte Passion deuten. Es wird von der sechsten Stunde der Marter gesprochen (und der damit zusammenhängenden Erkenntnis) wie in der Matthäus-Passion. Zudem lässt sich eine Analogie zur christlichen Lehre vom Fegefeuer, der Reinigung der Seele und der anschließenden Erlösung sehen, die sich im verklärten Ausdruck der Exekutierten manifestiert. Auch die Person des alten verstorbenen Kommandanten, auf dessen Auferstehung seine Anhänger hoffen, erhält eine religiöse Zuordnung.

## Zitate
- „[…] Hier am Kopfende des Bettes, wo der Mann […] zuerst mit dem Gesicht aufliegt, ist dieser kleine Filzstumpf, der leicht so reguliert werden kann, daß er dem Mann gerade in den Mund dringt. Er hat den Zweck, am Schreien und am Zerbeißen der Zunge zu hindern. Natürlich muß der Mann den Filz aufnehmen, da ihm sonst durch den Halsriemen das Genick gebrochen wird.“

- „[…] Wie still wird dann aber der Mann um die sechste Stunde! Verstand geht dem Blödesten auf. Um die Augen beginnt es. Von hier aus verbreitet es sich. Ein Anblick, der einen verführen könnte, sich mit unter die Egge zu legen. Es geschieht ja nichts weiter, der Mann fängt bloß an, die Schrift zu entziffern […]. […] es ist nicht leicht, die Schrift mit den Augen zu entziffern; unser Mann entziffert sie aber mit seinen Wunden. […]“

- Der Reisende überlegte: Es ist immer bedenklich, in fremde Verhältnisse entscheidend einzugreifen. Er war weder Bürger der Strafkolonie, noch Bürger des Staates, dem sie angehörte. Wenn er diese Exekution verurteilen oder gar hintertreiben wollte, konnte man ihm sagen: Du bist ein Fremder, sei still.

## Selbstzeugnis
- Kafka, in einem Brief an Verleger Kurt Wolff am 4. September 1917: „Hinsichtlich der Strafkolonie besteht vielleicht ein Mißverständnis. Niemals habe ich aus ganz freien Herzen die Veröffentlichung dieser Geschichte verlangt. Zwei oder drei Seiten kurz vor dem Ende sind Machwerk, ihr Vorhandensein deutet auf einen tieferen Mangel, es ist da irgendwo ein Wurm...“[37]
- Kafka nach der Lesung in München: „Ich hätte meine kleine schmutzige Geschichte nicht lesen sollen.“[38]

## Rezeption
- Bauer / Seeberger (141 ff.) sehen in der leidensvollen Darstellung der Körper die Verarbeitung religiöser Formen der Christusimitation.
- Ries (S. 70 ff.) sieht in der Strafkolonie Bezüge zu Freud (Totem und Tabu, Das Ich und das Es) sowie zu Nietzsche (Mnemonik des Schmerzens).
- Höfle (S. 82 ff.) stellt die Interpretationsvielfalt über die vergangenen Jahrzehnte hinweg dar. Er entwirft als einen möglichen Deutungsansatz, dass im Reisenden der Leser selbst zu sehen sei und mit jedem Lesen die Welt des alten Kommandanten aufs Neue aufersteht.
- Sudau (S. 133) weist darauf hin, dass für Kafka der Schmerz und das Leiden das eigentliche Faktum der Existenz war. Durch den Anhauch des Religiösen (Neues Testament, Kreuzigung Jesu) rücken die Vorgänge auch an zivilisierte Religionsvorstellungen heran. Hier liegt der Themenkomplex Schuld, Gericht und Strafe vor, der nicht nur Gesellschaftskritik berührt, sondern existentielle und religiöse Bedeutung hat.
- Zimmermann (S. 83): „Die beiden Positionen, die hier aufeinander treffen, sind also genuin europäische: einmal eine konventionelle Humanität, die ziemlich hilflos ist, zum andern eine zielbewusste Technikbegeisterung, die völlig inhuman ist.“
- Honold / von Jagow (S. 477/484): „Dies ist eine Geschichte, die vom menschlichen Körper handelt; und davon, was einem Menschen durch technische und soziale Zurichtungen, durch Ausübung sadistischer sexueller Phantasien angetan werden kann. Doch ebenso gilt: Das ist eine Geschichte, die vom Schreiben handelt, von der Magie und Gewalt der schreibenden Hand und ihrer Instrumente. … Es ist Zumutung und Verführung zugleich, sich lesend einzulassen auf das Abenteuer Strafkolonie.“
- Philip Glass’ Kammeroper In the Penal Colony auf ein Libretto von Rudolph Wurlitzer basiert auf Kafkas Erzählung. Sie wurde am 31. August 2000 in Seattle uraufgeführt.[39]
- Frank Zappa empfiehlt im Covertext des Mothers-of-Invention-Albums We’re Only in It for the Money (1967) die Lektüre der Erzählung vor dem Anhören des Stückes The Chrome Plated Megaphone of Destiny.

## Textausgaben
- Roger Hermes (Hrsg.): Erzählungen und andere ausgewählte Prosa. Fischer-Taschenbuch-Verlag, Frankfurt 1997, ISBN 3-596-13270-3.
- Peter Höfle (Hrsg.): Franz Kafka: In der Strafkolonie. Suhrkamp, Frankfurt 2006, ISBN 3-518-18878-X.
- Wolf Kittler, Hans-Gerd Koch, Gerhard Neumann (Hrsg.): Drucke zu Lebzeiten. S. Fischer, Frankfurt 1994, ISBN 3-10-038153-X, S. 201–248.
- Paul Raabe (Hrsg.): Sämtliche Erzählungen. Fischer-Taschenbuch-Verlag, Frankfurt 1970, ISBN 3-596-21078-X.

## Sekundärliteratur
- Benjamin Bauer, Julia Seeberger: Repräsentationsfrömmigkeit und imitatio christi. Christlicher Ausdruck des Körpergedächtnisses bei Kafkas In der Strafkolonie und Döblins Die Tänzerin und ihr Leib. In: Andrea Bartl, Nils Ebert (Hrsg.): Der andere Blick der Literatur. Perspektiven auf die literarische Wahrnehmung der Wirklichkeit. Königshausen und Neumann, Würzburg 2014, ISBN 978-3-8260-5582-9, S. 141–158.
- Peter-André Alt: Franz Kafka. Der ewige Sohn. Eine Biographie. C.H. Beck, München 2005, ISBN 3-406-53441-4.
- Bernd Auerochs: In der Strafkolonie. In: Bernd Auerochs, Manfred Engel (Hrsg.): Kafka-Handbuch. Leben – Werk – Wirkung. Metzler, Stuttgart 2010, ISBN 978-3-476-02167-0, S. 207–217.
- Manfred Engel: Kafka und die moderne Welt. In: Manfred Engel, Bernd Auerochs (Hrsg.): Kafka-Handbuch. Leben – Werk – Wirkung. Metzler, Stuttgart 2010, ISBN 978-3-476-02167-0, S. 498–515, bes. 504 f.
- Ralf Sudau: Franz Kafka: Kurze Prosa & Erzählungen. 16 Interpretationen. Klett, Stuttgart 2007, ISBN 978-3-12-922637-7.
- Cerstin Urban: Franz Kafka: Erzählungen II. Bange, Hollfeld 2004, ISBN 3-8044-1756-6 (Reihe: Königs Erläuterungen und Materialien, Bd. 344).
- Reiner Stach: Kafka. Die Jahre der Entscheidungen. S. Fischer, Frankfurt 2004, ISBN 3-596-16187-8.
- Wiebrecht Ries: Kafka zur Einführung. Junius, Hamburg 1993, ISBN 3-88506-886-9.
- Hans Dieter Zimmermann: Kafka für Fortgeschrittene. C.H. Beck, München 2004, ISBN 3-406-51083-3.
- Bettina von Jagow, Oliver Jahraus: Kafka-Handbuch. Leben, Werk, Wirkung. Vandenhoeck & Ruprecht, 2008, ISBN 978-3-525-20852-6 (Beitrag Alexander Honold).
- Astrid Lange-Kirchheim: Franz Kafka: „In der Strafkolonie“ & Alfred Weber: „Der Beamte“.In: Germanisch-Romanische Monatsschrift. 27, 1977, S. 202–221 (ähnliche Beurteilung von Bürokratie in Prosa und Wissenschaft).
- ähnlich in: Eberhard Demm (Hrsg.): Alfred Weber als Politiker und Gelehrter. Die Referate des 1. Alfred Weber-Kongresses in Heidelberg, 28. – 29. Oktober 1983. Franz Steiner, Stuttgart 1986, S. 113–149.[40]